# Valle de Sula
El Valle de Sula se encuentra ubicado al norte de Honduras. El área cuenta con dos de las cuencas más importantes del país: la cuenca del río Ulúa y la cuenca del río Chamelecón, por lo cual está sujeta a continuas inundaciones. El ecosistema del valle se caracteriza por estar compuesto principalmente por bosque seco tropical.

## Economía

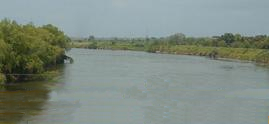
Las inundaciones causan cada año grandes daños a las plantaciones en el valle.

La excelente calidad de sus suelos ha propiciado el desarrollo agrícola, siendo sus rubros más representativos: banano, caña de azúcar, plátano, palma africana, cítricos, pastos y granos básicos.
Alrededor del 63% del producto interno bruto de Honduras (PIB) se genera en el Valle de Sula, lo que representa cerca del 50% de las exportaciones hondureñas. En ella reside aproximadamente un 27 % de la población nacional, siendo la fuerza de trabajo más numerosa tanto en sus centros urbanos como rurales. En la Zona Metropolitana del Valle de Sula, se encuentra instalada más del 80% de la industria manufacturera y textil de las Honduras.

## Geografía física

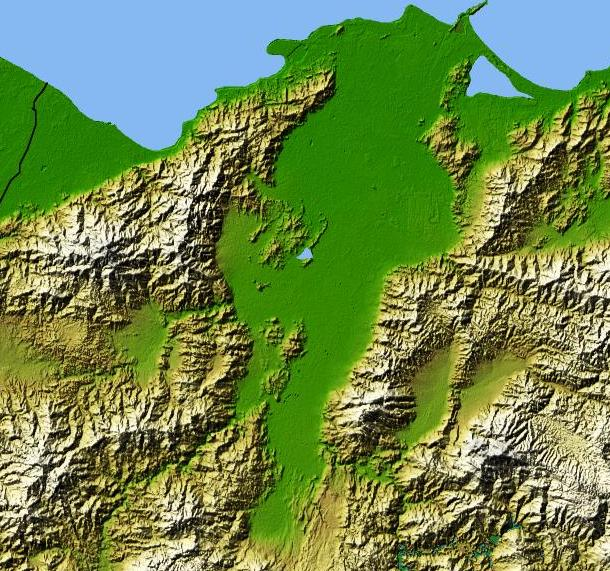
Imagen satelital del Valle de Sula.

La geografía del valle es homogénea teniendo características de formación sedimentaria y plana. El dinamismo geológico es ejercida por las grandes corrientes de los ríos Ulúa y Chamelecón. Las frecuentes inundaciones han permitido rellenar el piso de bloque hundido. En él se encuentran diversas clases de tierra, así como las principales áreas de suelos agrícolas de la zona norte de Honduras, por lo cual estos suelos son aptos para la agricultura como para el cultivo de la caña de azúcar, y plantaciones de banano.

### Hidrografía

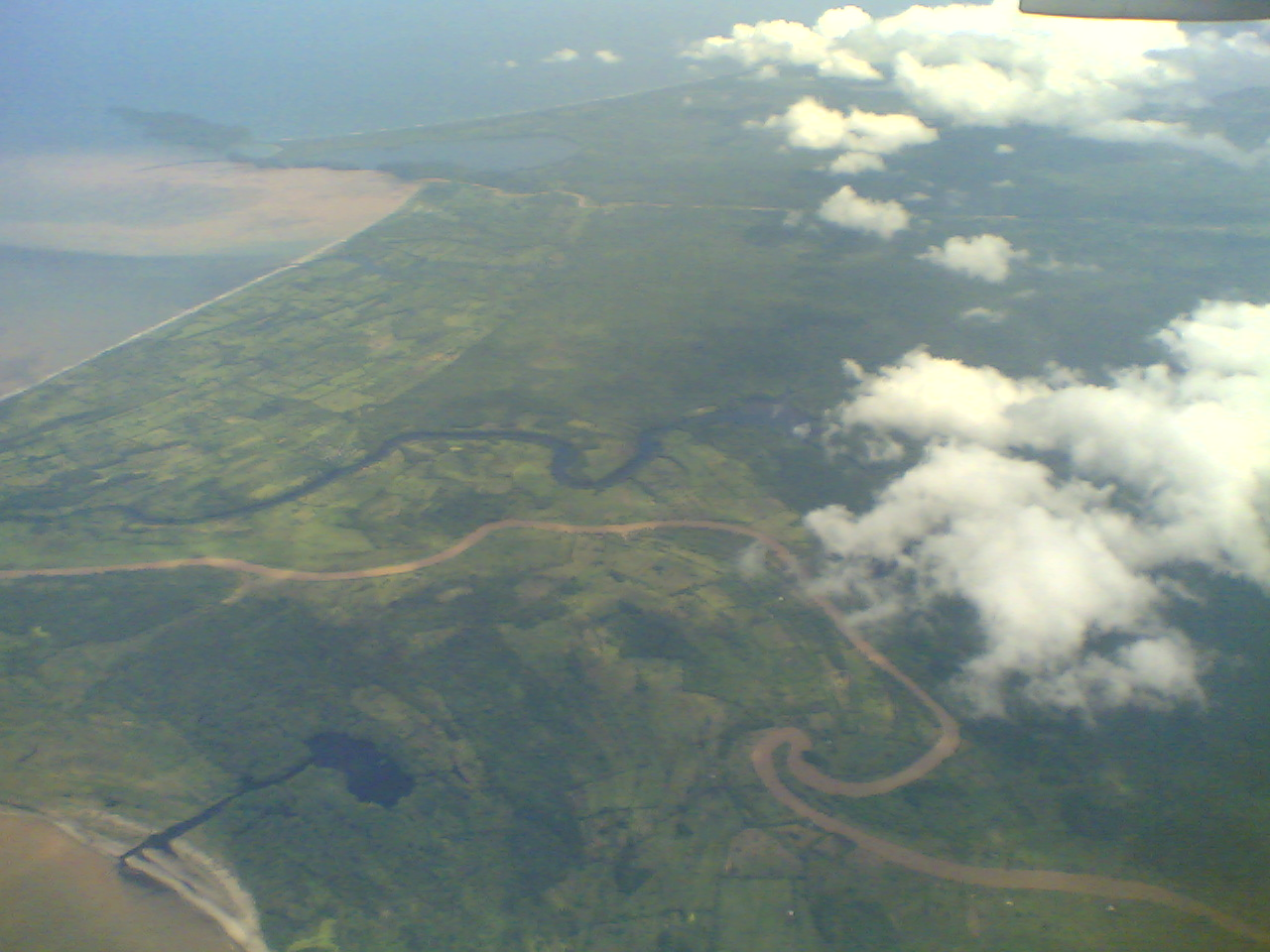
Vista aérea la barras y desembocaduras de los Ríos Ulúa y Chamelecón en el mar Caribe.

La hidrológica del valle de sula está sujeta a los regímenes de los ríos Ulúa y Chamelecón. Está rodeado de las sierra del Merendón y Mico Quemado, el sistema de drenaje comprende ríos y quebradas de corta longitud y de alta pendiente. El valle también es rico en aguas subterráneas de un profundidad de 9 a 52 metros.

### Clima
La temperatura promedio del valle es de 26 °C. Se presentan dos estaciones una seca y la otra lluviosa de mayo a diciembre, teniendo una precipitación promedio anual de 1370 mm. El clima del valle de sula está determinado por la zona intertropical de convergencia de los vientos alisios, sistemas anticiclónicos de vientos de las masas de aire frío de origen extra tropical y frentes fríos ; presentando un clima tropical monzonico (clasificación climática de Köppen: Am) y un clima ecuatorial de sabana (clasificación climática de Köppen: As). 
las ondas tropicales que arremeten contra la región. Se distinguen dos estaciones una seca de febrero a marzo y otra lluviosa de junio a diciembre. Los promedios anuales de temperatura pueden variar desde los 27.1 a 22 °C.

## Municipios del Valle del Sula
| Municipio              | Departamento  | Población (2020) | Superficie (km²) | Densidad |
| San Pedro Sula         | Cortés        | 801 259          | 856.3            | 935.8    |
| Choloma                | Cortés        | 275 724          | 466.7            | 590.8    |
| El Progreso            | Yoro          | 200 010          | 534.1            | 374.5    |
| Villanueva             | Cortés        | 177 699          | 349.3            | 508.7    |
| Puerto Cortés          | Cortés        | 136 081          | 383.3            | 355.0    |
| Tela                   | Atlántida     | 106 136          | 1,156            | 91.78    |
| Santa Cruz de Yojoa    | Cortés        | 92 746           | 733.7            | 126.4    |
| La Lima                | Cortés        | 84 102           | 112.2            | 749.4    |
| San Manuel             | Cortés        | 68 435           | 141.4            | 484.0    |
| Quimistán              | Santa Bárbara | 60 047           | 740.9            | 81.04    |
| Omoa                   | Cortés        | 53 771           | 393.7            | 136.6    |
| El Negrito             | Yoro          | 49 196           | 564.7            | 87.11    |
| Potrerillos            | Cortés        | 25 960           | 99.43            | 261.1    |
| San Francisco de Yojoa | Cortés        | 24 740           | 98.65            | 250.8    |
| San Antonio de Cortés  | Cortés        | 22 884           | 221.1            | 103.5    |
| Pimienta               | Cortés        | 21 975           | 55.42            | 396.5    |
| Santa Rita             | Yoro          | 21 208           | 128.9            | 164.5    |
| Petoa                  | Santa Bárbara | 12 932           | 203.5            | 63.54    |